# كأس الأمير 1984–85
أقيمت بطولة كأس الأمير الرابعة والعشرون في موسم 1984/1985، وقد شارك في هذه البطولة جميع الأندية.

## الفرق المشاركة
- نادي الكويت
- نادي الفحيحيل
- نادي اليرموك
- نادي الساحل الكويتي
- نادي التضامن الكويتي
- نادي الصليبيخات
- نادي القادسية الكويتي
- نادي خيطان
- نادي الجهراء
- نادي السالمية
- نادي الشباب الكويتي
- نادي النصر الكويتي
- نادي كاظمة
- نادي العربي الكويتي

## الدور التمهيدي
- نادي الكويت × نادي الفحيحيل (1:2)
- نادي اليرموك × نادي الساحل الكويتي (2:3)
- نادي التضامن الكويتي × نادي الصليبيخات (2:5)
- نادي القادسية الكويتي × نادي خيطان (0:2)
- نادي الجهراء × نادي السالمية (0:2)
- نادي الشباب الكويتي × نادي النصر الكويتي (3:5)

## الدور الربع نهائي
- نادي الكويت × نادي العربي الكويتي (0:2)
- نادي اليرموك × نادي التضامن الكويتي (0:2)
- نادي كاظمة × نادي الشباب الكويتي (1:2)
- نادي القادسية الكويتي × نادي الجهراء (2:3)

## الدور النصف النهائي
- نادي الكويت × نادي اليرموك (2:4)
- نادي كاظمة × نادي القادسية الكويتي (1:3)

## مباراة تحديد المركزين الثالث والرابع
- نادي اليرموك × نادي القادسية الكويتي (0:2)

## النهائي
- نادي الكويت × نادي كاظمة (2:2) (2:4) ضربات جزاء ترجيحية

سجل هدفي الكويت :
- صلاح الحساوي هدفين.

سجل هدفي كاظمة :
- يوسف سويد
- صالح الرفاعي

الضربات الترجيحية
- الكويت : وليد الجاسم، عبد العزيز العنبري، محمد إبراهيم، عامر العامر.
- كاظمة : جمال يعقوب، ناصر الغانم.

## هداف البطولة
- صلاح الحساوي (الكويت) وعبد العزيز العنبري (الكويت) وصالح الرفاعي (كاظمة) 4 أهداف.